# Aleksandr Abramowicz (1888–1972)
Aleksandr Jemieljanowicz Abramowicz (ros. Александр Емельянович Абрамович, ur. 27 marca 1888 w chutorze Nowo-Mackuły w guberni chersońskiej, zm. 21 stycznia 1972 w Lipawie) – bolszewik, radziecki wywiadowca, działacz Kominternu.

## Życiorys
Po ukończeniu gimnazjum w Odessie 1904 studiował na Wydziale Medycznym Uniwersytetu Noworosyjskiego w Odessie, skąd został w 1905 wykluczony z "wilczym biletem" za udział w wystąpieniach antypaństwowych, później pracował w fabryce maszyn rolniczych w Odessie. W marcu 1908 wstąpił do SDPRR, a latem 1908 do bolszewickiej organizacji bojowej, wkrótce został aresztowany i skazany na 4 lata katorgi, a w 1911 skazany na dożywotnie osiedlenie we wschodniej Syberii, zbiegł w drodze na zesłanie i udał się na emigrację. W Bernie spotkał się z Leninem, 1912 podjął wieczorowe studia medyczne w Genewie, 1914 przeniósł się do La Chaux-de-Fonds, po rewolucji lutowej wrócił do Rosji w zaplombowanym wagonie. Został organizatorem odpowiedzialnym piotrogrodzkiej organizacji SDPRR(b), w lipcu 1917 został skierowany na Front Rumuński jako żołnierz zapasowego pułku piechoty, we wrześniu 1917 został przewodniczącym żołnierskiego komitetu pułkowego w Odessie, później komitetu garnizonu, oraz członkiem Prezydium Centralnego Komitetu Wykonawczego Rad Frontu Rumuńskiego. Został dokooptowany do Odeskiego Komitetu SDPRR(b), podczas rewolucji październikowej brał udział w zbrojnym przewrocie i ustanowieniu władzy bolszewickiej w Odessie, w marcu 1918 był delegatem na VII Zjazd RKP(b), na którym głosował za ratyfikacją traktatu brzeskiego. W maju 1918 był wyjazdowym instruktorem KC RKP(b), w czerwcu 1918 został dowódcą oddziału specjalnego przeznaczenia i skierowany do walki z Korpusem Czechosłowackim, wiosną 1919 brał udział w pracach ustanowionej właśnie Bawarskiej Republiki Rad, po obaleniu której przybył do Lipska, później brał udział w konferencjach partyjnych w Magdeburgu, Halle, Hamburgu i Bremie.
W listopadzie 1919 brał we Frankfurcie udział w organizacji i pracach konferencji Zachodnioeuropejskiego Sekretariatu (Biura) Kominternu pod pseudonimem Albrecht, uczestniczył w działaniach Kominternu w Niemczech, Austrii i Francji, 19 stycznia 1921 został na krótko aresztowany wraz z żoną. W lipcu 1921 wrócił do Moskwy i został zastępcą Zarządzającego Sprawami Komitetu Wykonawczego Kominternu, 1921–1922 był przedstawicielem Komitetu Wykonawczego Kominternu w Estonii, 1924–1925 instruktorem jekaterynosławskiego gubernialnego komitetu RKP(b), potem został instruktorem Wydziału Organizacyjnego Komitetu Wykonawczego Kominternu, następnie kierownikiem Wydziału Kontaktów Międzynarodowych. W styczniu 1927 delegowany do Chin jako członek Dalekowschodniego Biura Komitetu Wykonawczego Kominternu pod pseudonimem Arno, działał m.in. w Szanghaju i Nankinie, w kwietniu 1927 na 2 miesiące wezwany do Moskwy, potem ponownie wysłany do Chin, 1931 wrócił do Moskwy, gdzie przez rok studiował na Wydziale Agrobiologicznym Instytutu Czerwonej Profesury. W latach 1932–1934 na Syberii był sekretarzem partyjnego komitetu fabryki, później kopalni, 1934–1949 kierował katedrą marksizmu-leninizmu na Uniwersytecie Tomskim, 1950–1954 był docentem katedry marksizmu-leninizmu Elektromechanicznego Instytutu Inżynierów Transportu Kolejowego, a 1954–1956 konsultantem Komitetu Miejskiego KPZR w Tomsku. W 1947 został odznaczony Orderem Lenina.